# Mission Brewery
Mission Brewery  es un edificio histórico ubicado en San Diego, California.  Mission Brewery se encuentra inscrito  en el Registro Nacional de Lugares Históricos desde el 06 de julio de 1989.

## Ubicación
Mission Brewery se encuentra dentro del condado de San Diego en las coordenadas 32°44′30″N 117°10′59″O / 32.741667, -117.183056.